# Monbéqui
Monbéqui est une commune française située dans le sud du département de Tarn-et-Garonne, en région Occitanie.
Sur le plan historique et culturel, la commune est dans le Pays Montalbanais, correspondant à la partie méridionale du Quercy.
Exposée à un climat océanique altéré, elle est drainée par la Garonne, le ruisseau des Tauris, le ruisseau de Lamothe et par divers autres petits cours d'eau. La commune possède un patrimoine naturel remarquable : deux sites Natura 2000 (« Garonne, Ariège, Hers, Salat, Pique et Neste » et la « vallée de la Garonne de Muret à Moissac »), deux espaces protégés (le « cours de la Garonne, de l'Aveyron, du Viaur et du Tarn » et les « îles de Verdun-Pescay ») et deux zones naturelles d'intérêt écologique, faunistique et floristique.
Monbéqui est une commune rurale qui compte 656 habitants en 2022, après avoir connu une forte hausse de la population depuis 1975. Elle fait partie de l'aire d'attraction de Toulouse. Ses habitants sont appelés les Monbéquinois ou  Monbéquinoises.

## Géographie

### Localisation
Commune située dans la vallée de la Garonne en rive droite sur l'ancienne route nationale 113 entre Grisolles et Castelsarrasin.

### Communes limitrophes
Monbéqui est limitrophe de cinq autres communes.
Les communes limitrophes sont  Bessens, Finhan, Mas-Grenier, Montbartier et Verdun-sur-Garonne.
|             | Finhan             | Montbartier |
| Mas-Grenier | Monbéqui           | Bessens     |
|             | Verdun-sur-Garonne |             |

### Géologie et relief
La superficie de la commune est de 678 hectares ; son altitude varie de 88  à   104 mètres.

### Hydrographie

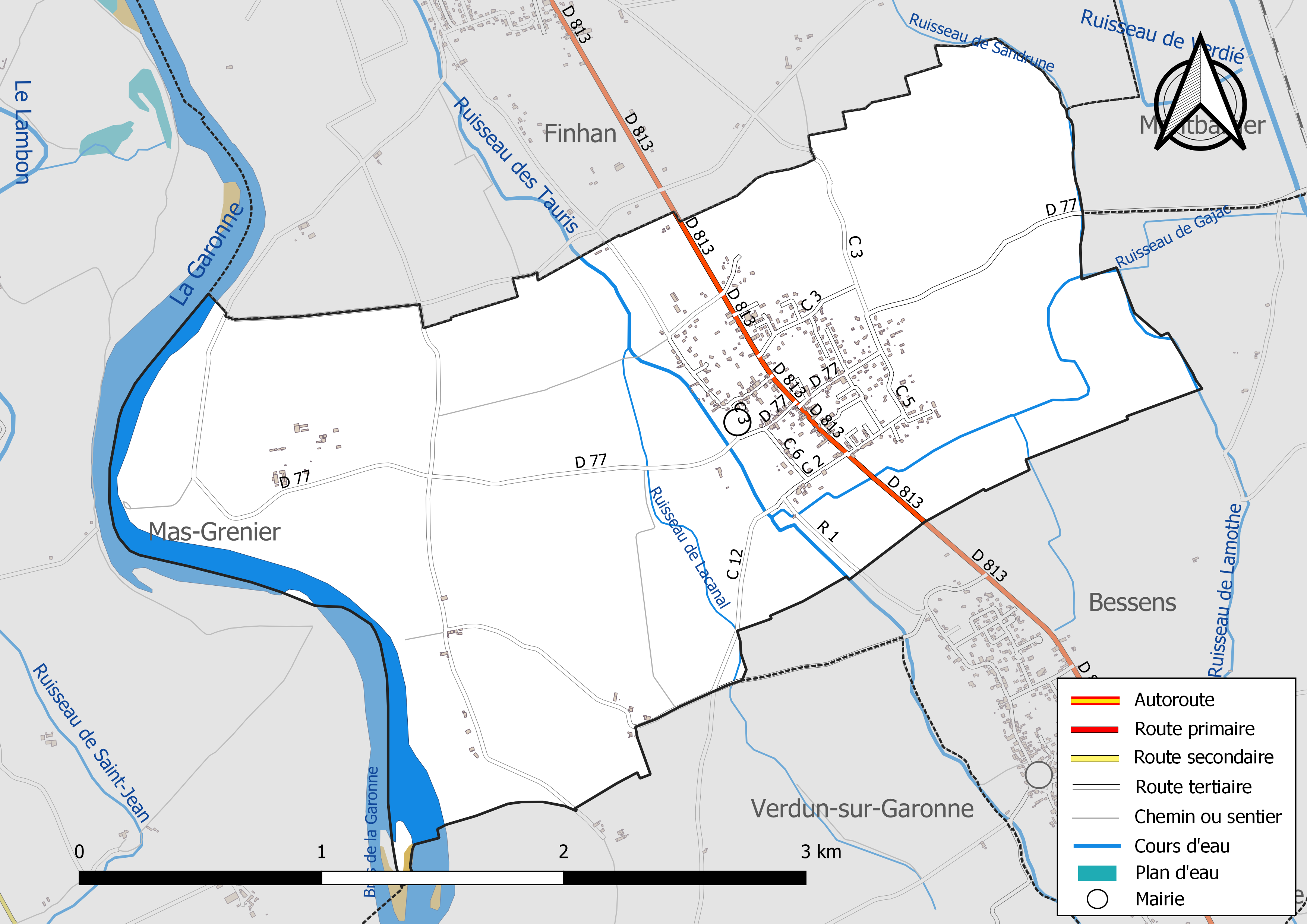
Réseaux hydrographique et routier de Monbéqui.

La commune est dans le bassin versant de la Garonne, au sein du bassin hydrographique Adour-Garonne. Elle est drainée par la Garonne, le ruisseau des Tauris, le ruisseau de Lamothe, un bras de la Garonne, un bras de la Garonne, le ruisseau de Lacanal, le ruisseau de Sandrune et par un petit cours d'eau, constituant un réseau hydrographique de 7 km de longueur totale,.
La Garonne est un fleuve principalement français prenant sa source en Espagne et qui coule sur 529 km avant de se jeter dans l’océan Atlantique.
Le ruisseau des Tauris, d'une longueur totale de 11 km, prend sa source dans la commune de Dieupentale et s'écoule du sud-est vers le nord-ouest. Il traverse la commune et se jette dans la Garonne à Finhan, après avoir traversé 5 communes.

### Climat
Pour des articles plus généraux, voir Climat de l'Occitanie et Climat de Tarn-et-Garonne.
En 2010, le climat de la commune est de type climat du Bassin du Sud-Ouest, selon une étude du Centre national de la recherche scientifique s'appuyant sur une série de données couvrant la période 1971-2000. En 2020, Météo-France publie une typologie des climats de la France métropolitaine dans laquelle la commune est exposée à un climat océanique altéré et est dans la région climatique Aquitaine, Gascogne, caractérisée par une pluviométrie abondante au printemps, modérée en automne, un faible ensoleillement au printemps, un été chaud (19,5 °C), des vents faibles, des brouillards fréquents en automne et en hiver et des orages fréquents en été (15 à 20 jours).
Pour la période 1971-2000, la température annuelle moyenne est de 13,4 °C, avec une amplitude thermique annuelle de 15,7 °C. Le cumul annuel moyen de précipitations est de 715 mm, avec 9,4 jours de précipitations en janvier et 5,7 jours en juillet. Pour la période 1991-2020, la température moyenne annuelle observée sur la station météorologique de Météo-France la plus proche, « Savenès_man », sur la commune de Savenès à 8 km à vol d'oiseau, est de 13,3 °C et le cumul annuel moyen de précipitations est de 705,4 mm. 
La température maximale relevée sur cette station est de 41 °C, atteinte le 27 juin 2019 ; la température minimale est de −14,5 °C, atteinte le 9 février 2012,,.
Les paramètres climatiques de la commune ont été estimés pour le milieu du siècle (2041-2070) selon différents scénarios d'émission de gaz à effet de serre à partir des nouvelles projections climatiques de référence DRIAS-2020. Ils sont consultables sur un site dédié publié par Météo-France en novembre 2022.

### Milieux naturels et biodiversité

#### Espaces protégés
La protection réglementaire est le mode d’intervention le plus fort pour préserver des espaces naturels remarquables et leur biodiversité associée,.
Deux espaces protégés sont présents sur la commune : 
- le « cours de la Garonne, de l'Aveyron, du Viaur et du Tarn », objet d'un arrêté de protection de biotope, d'une superficie de 1 262,3 ha[16] ;
- les « îles de Verdun-Pescay », objet d'un arrêté de protection de biotope, d'une superficie de 13,2 ha[17].

#### Réseau Natura 2000

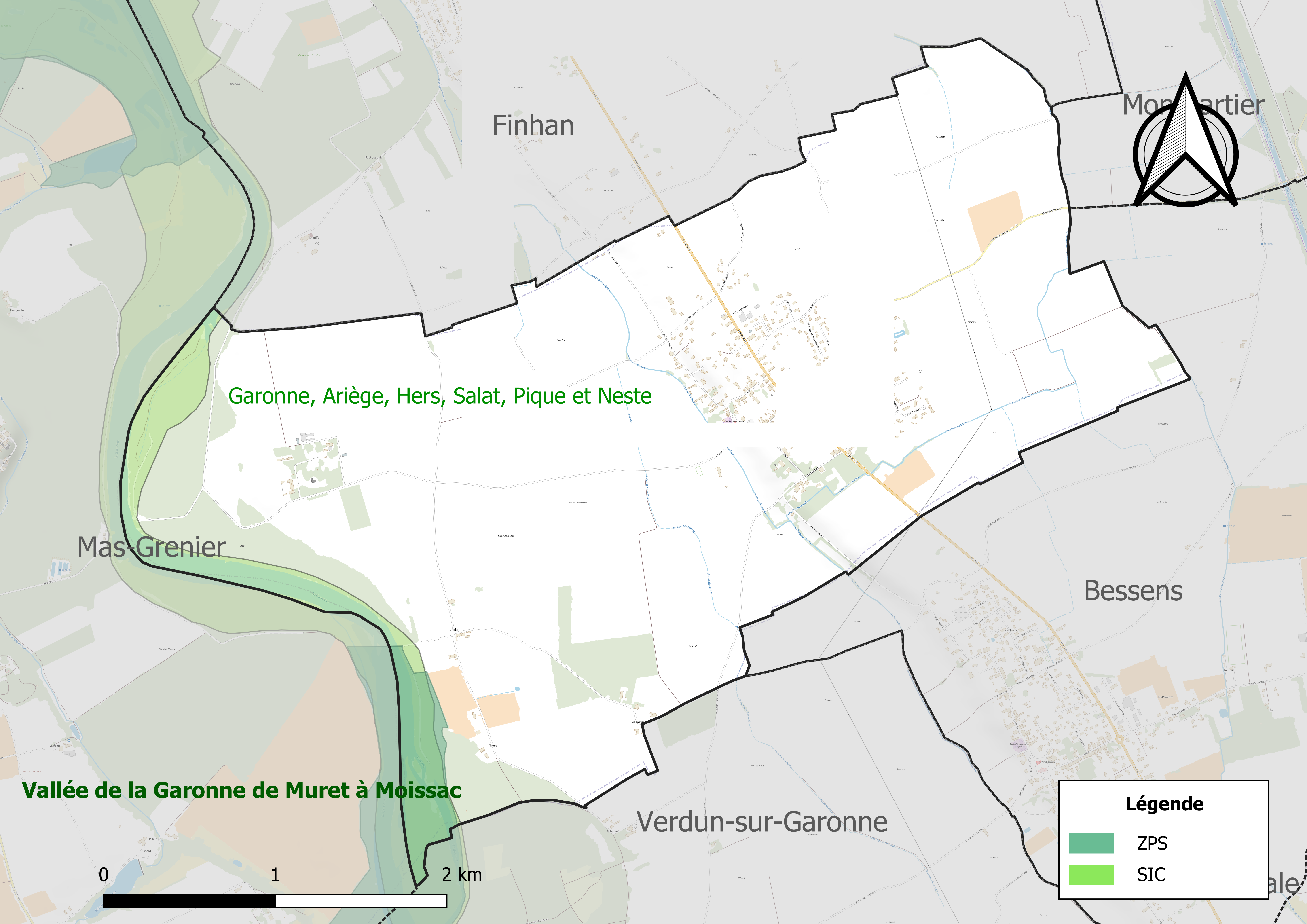
Site Natura 2000 sur le territoire communal.

Le réseau Natura 2000 est un réseau écologique européen de sites naturels d'intérêt écologique élaboré à partir des directives habitats et oiseaux, constitué de zones spéciales de conservation (ZSC) et de zones de protection spéciale (ZPS).
Un site Natura 2000 a été défini sur la commune au titre de la directive habitats :
- « Garonne, Ariège, Hers, Salat, Pique et Neste », d'une superficie de 9 581 ha, un réseau hydrographique pour les poissons migrateurs, avec des zones de frayères actives et potentielles importantes pour le Saumon en particulier qui fait l'objet d'alevinages réguliers et dont des adultes atteignent déjà Foix sur l'Ariège[20]

et un au titre de la directive oiseaux : 
- la « vallée de la Garonne de Muret à Moissac », d'une superficie de 4 493 ha, hébergeant une avifaune bien représentée en diversité, mais en effectifs limités (en particulier, baisse des populations de plusieurs espèces de hérons). Sept espèces de hérons y nichent, dont le héron pourpré, ainsi que le Milan noir (avec des effectifs importants), l'Aigle botté, le Petit gravelot, la Mouette mélanocéphale, la Sterne pierregarin et le Martin-pêcheur[21].

#### Zones naturelles d'intérêt écologique, faunistique et floristique
L’inventaire des zones naturelles d'intérêt écologique, faunistique et floristique (ZNIEFF) a pour objectif de réaliser une couverture des zones les plus intéressantes sur le plan écologique, essentiellement dans la perspective d’améliorer la connaissance du patrimoine naturel national et de fournir aux différents décideurs un outil d’aide à la prise en compte de l’environnement dans l’aménagement du territoire.
Une ZNIEFF de type 1 est recensée sur la commune :
« la Garonne de Montréjeau jusqu'à Lamagistère » (5 075 ha), couvrant 92 communes dont 63 dans la Haute-Garonne, trois dans le Lot-et-Garonne et 26 dans le Tarn-et-Garonne et une ZNIEFF de type 2, : 
« la Garonne et milieux riverains, en aval de Montréjeau » (6 874 ha), couvrant 93 communes dont 64 dans la Haute-Garonne, trois dans le Lot-et-Garonne et 26 dans le Tarn-et-Garonne.

Carte des ZNIEFF de type 1 et 2 à Monbéqui.
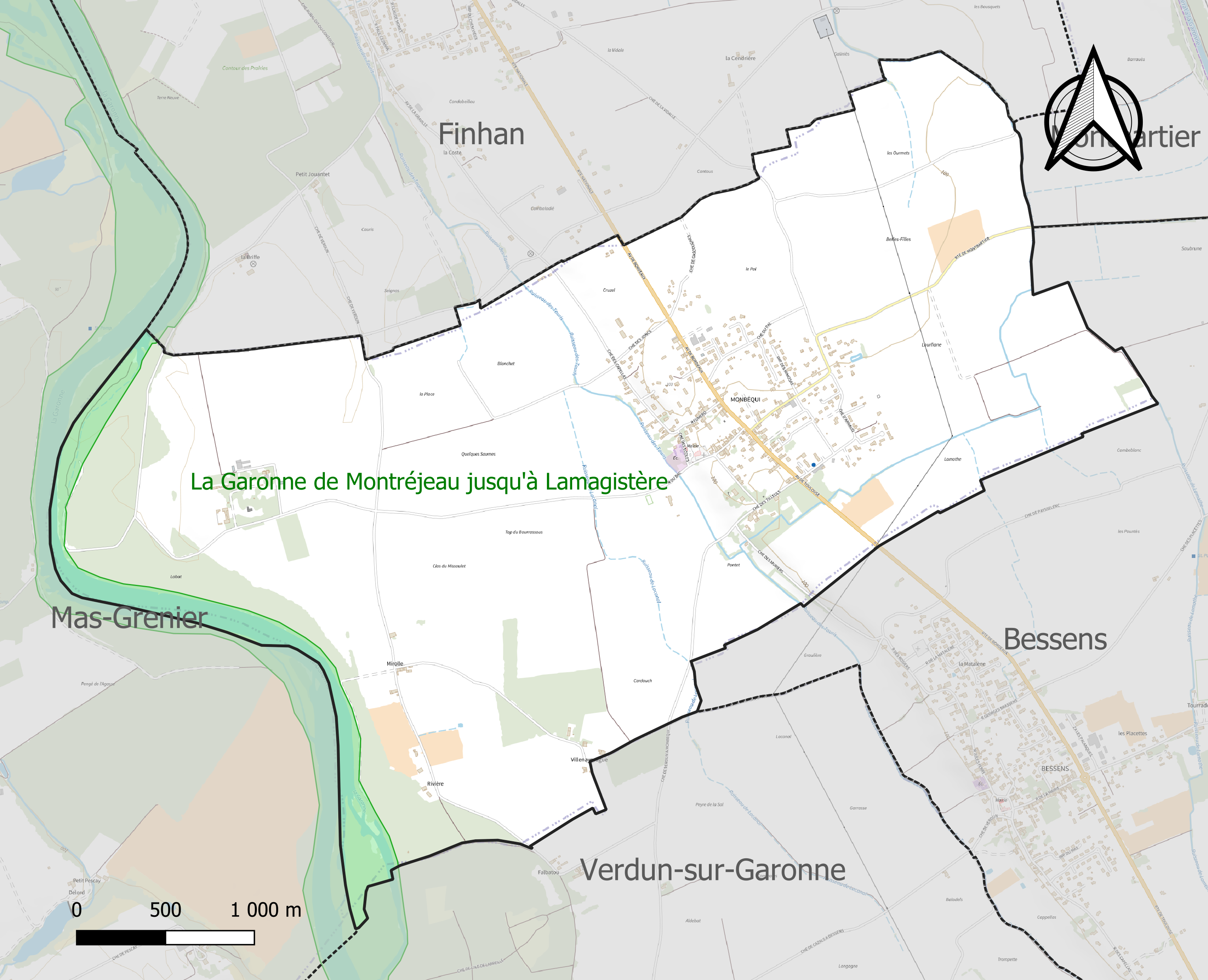
Carte de la ZNIEFF de type 1 sur la commune.
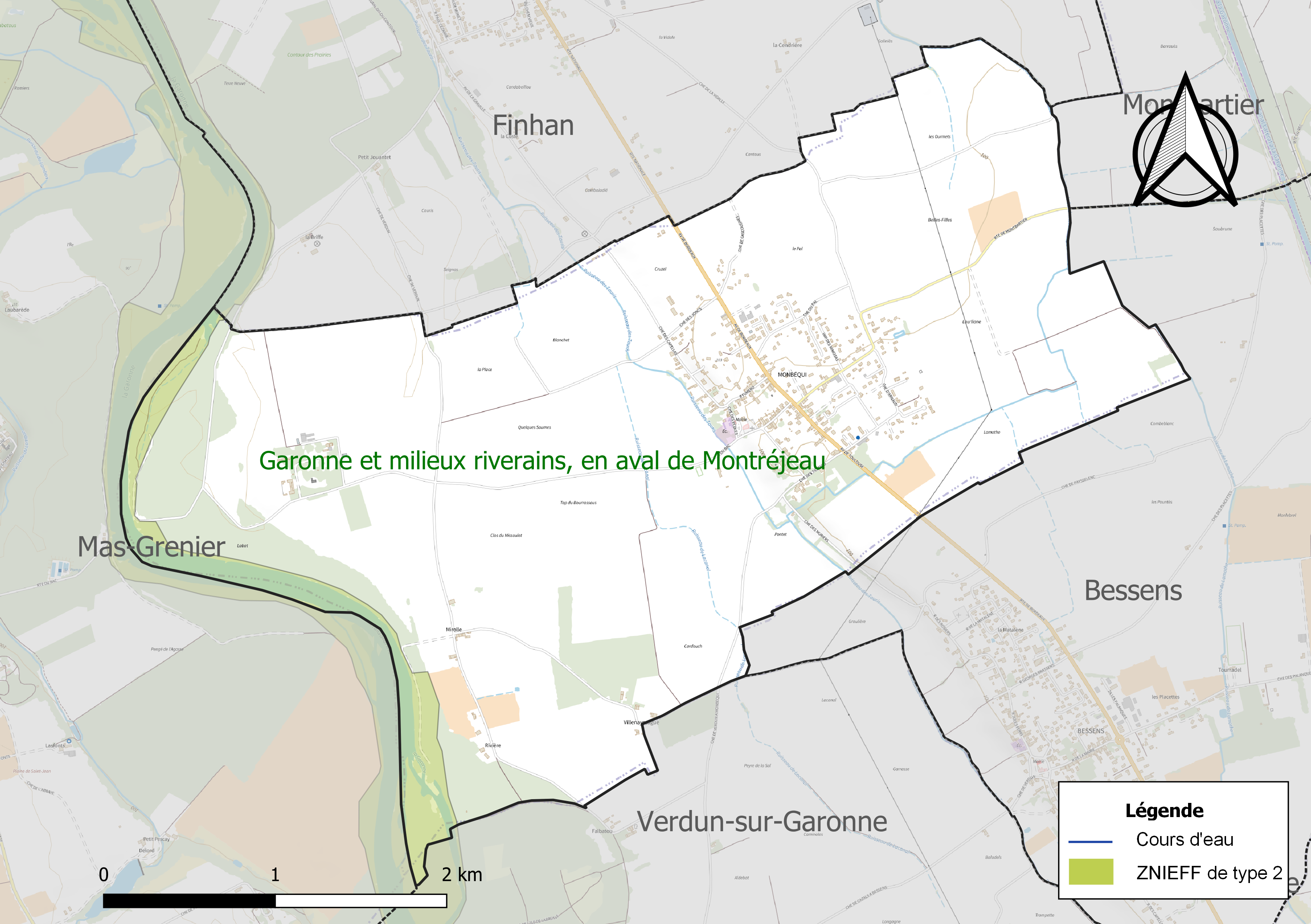
Carte de la ZNIEFF de type 2 sur la commune.

## Urbanisme

### Typologie
Au 1er janvier 2024, Monbéqui est catégorisée bourg rural, selon la nouvelle grille communale de densité à sept niveaux définie par l'Insee en 2022.
Elle est située hors unité urbaine. Par ailleurs la commune fait partie de l'aire d'attraction de Toulouse, dont elle est une commune de la couronne,. Cette aire, qui regroupe 527 communes, est catégorisée dans les aires de 700 000 habitants ou plus (hors Paris),.

### Occupation des sols
L'occupation des sols de la commune, telle qu'elle ressort de la base de données européenne d’occupation biophysique des sols Corine Land Cover (CLC), est marquée par l'importance des territoires agricoles (88,6 % en 2018), en augmentation par rapport à 1990 (86,6 %). La répartition détaillée en 2018 est la suivante : 
terres arables (86,3 %), zones urbanisées (9 %), eaux continentales (2,4 %), zones agricoles hétérogènes (2,3 %). L'évolution de l’occupation des sols de la commune et de ses infrastructures peut être observée sur les différentes représentations cartographiques du territoire : la carte de Cassini (XVIIIe siècle), la carte d'état-major (1820-1866) et les cartes ou photos aériennes de l'IGN pour la période actuelle (1950 à aujourd'hui).

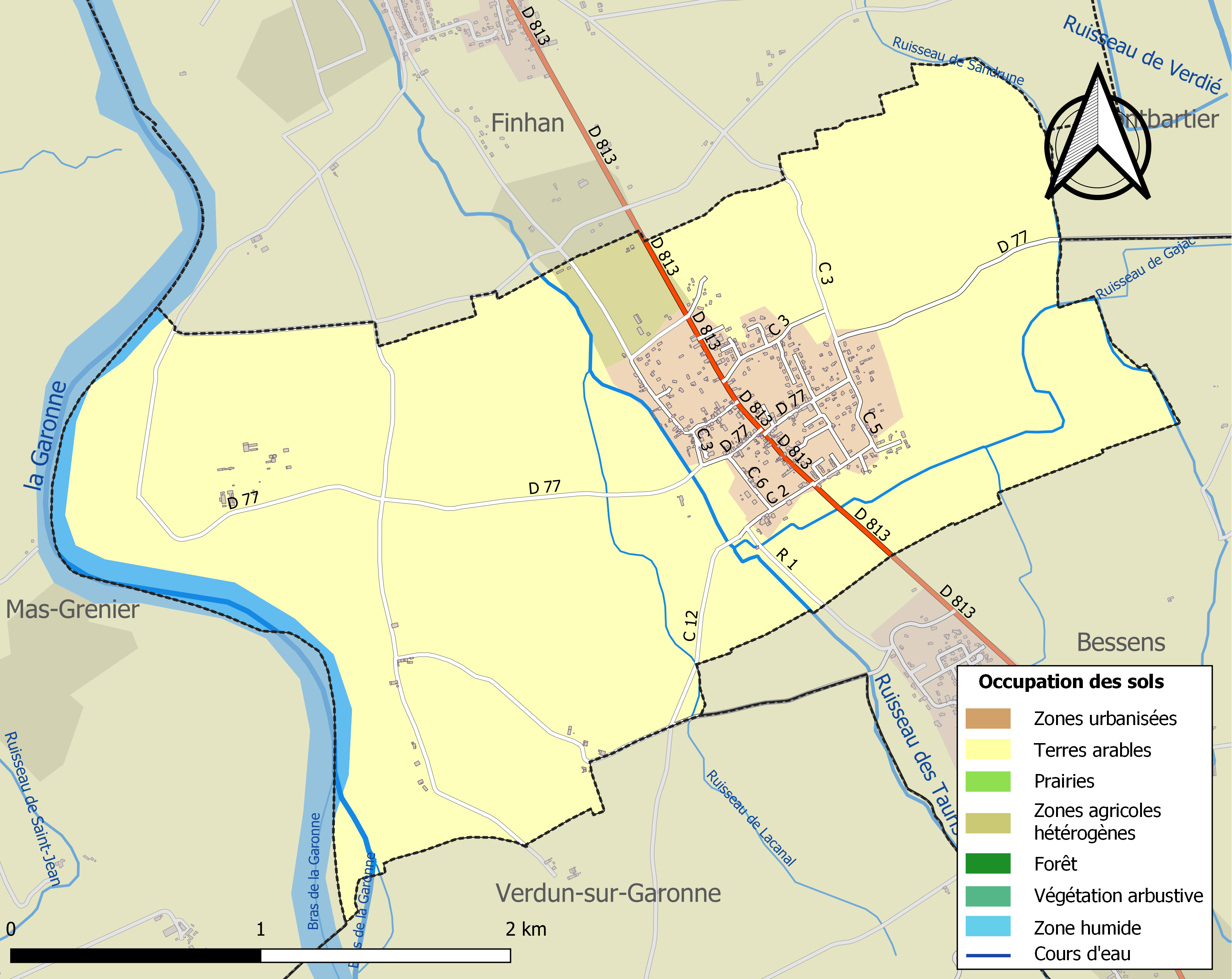
Carte des infrastructures et de l'occupation des sols de la commune en 2018 (CLC).

### Voies de communication et transports
Accès avec la route départementale D 813 ancienne route nationale 113

### Risques majeurs
Le territoire de la commune de Monbéqui est vulnérable à différents aléas naturels : météorologiques (tempête, orage, neige, grand froid, canicule ou sécheresse), inondations, mouvements de terrains et séisme (sismicité très faible). Il est également exposé à un risque technologique, le transport de matières dangereuses. Un site publié par le BRGM permet d'évaluer simplement et rapidement les risques d'un bien localisé soit par son adresse soit par le numéro de sa parcelle.

#### Risques naturels
Certaines parties du territoire communal sont susceptibles d’être affectées par le risque d’inondation par débordement de cours d'eau, notamment la Garonne et le ruisseau des Tauris. La cartographie des zones inondables en ex-Midi-Pyrénées réalisée dans le cadre du XIe Contrat de plan État-région, visant à informer les citoyens et les décideurs sur le risque d’inondation, est accessible sur le site de la DREAL Occitanie. La commune a été reconnue en état de catastrophe naturelle au titre des dommages causés par les inondations et coulées de boue survenues en 1982, 1996, 1999, 2000, 2014, 2015 et 2022,.
Monbéqui est exposée au risque de feu de forêt. Le département de Tarn-et-Garonne présentant toutefois globalement un niveau d’aléa moyen à faible très localisé, aucun Plan départemental de protection des forêts contre les risques d’incendie de forêt (PFCIF) n'a été élaboré. Le débroussaillement aux abords des maisons constitue l’une des meilleures protections pour les particuliers contre le feu,.

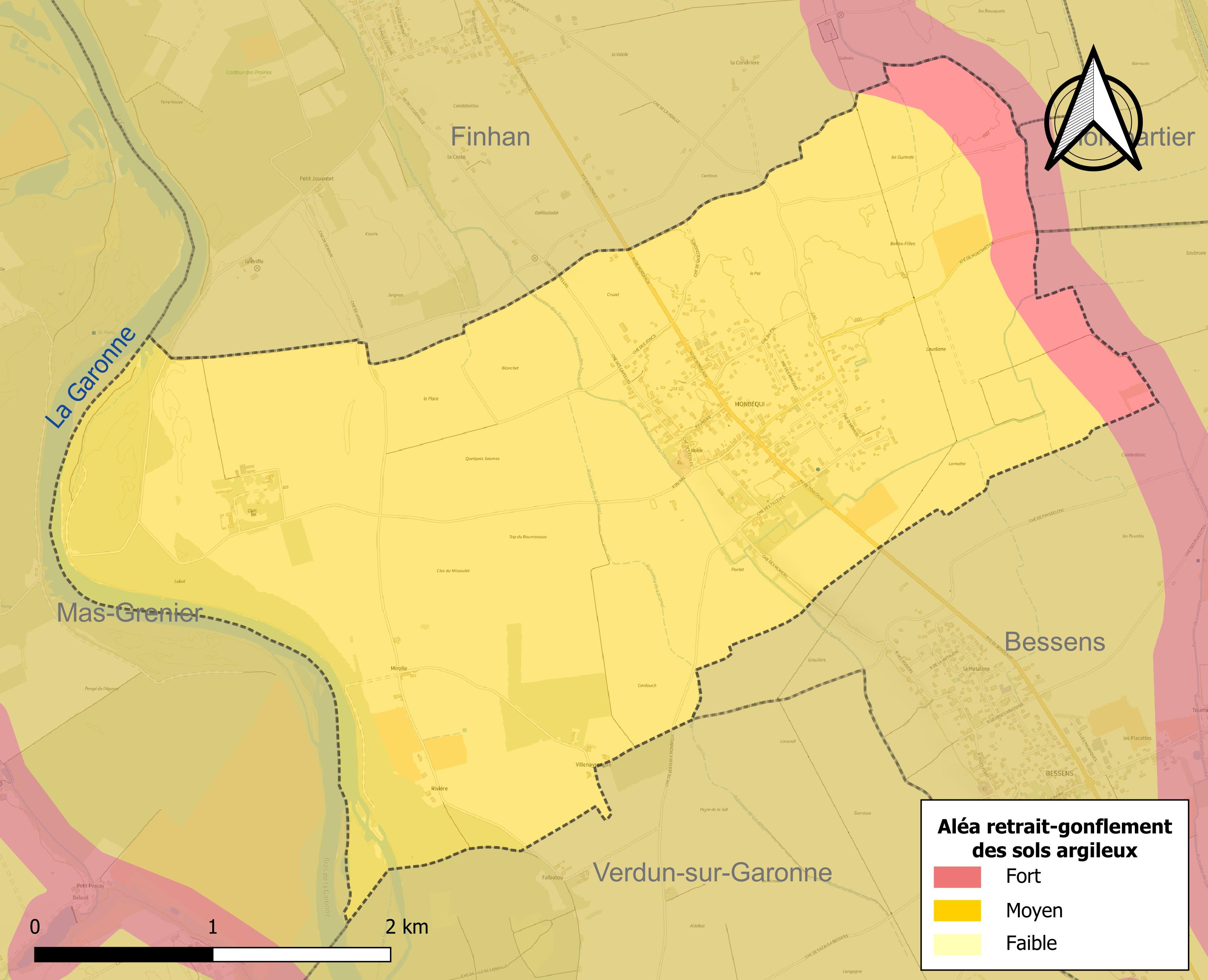
Carte des zones d'aléa retrait-gonflement des sols argileux de Monbéqui.

Les mouvements de terrains susceptibles de se produire sur la commune sont des tassements différentiels.
Le retrait-gonflement des sols argileux est susceptible d'engendrer des dommages importants aux bâtiments en cas d’alternance de périodes de sécheresse et de pluie. La totalité de la commune est en aléa moyen ou fort (92 % au niveau départemental et 48,5 % au niveau national). Sur les 246 bâtiments dénombrés sur la commune en 2019, 246 sont en aléa moyen ou fort, soit 100 %, à comparer aux 96 % au niveau départemental et 54 % au niveau national. Une cartographie de l'exposition du territoire national au retrait gonflement des sols argileux est disponible sur le site du BRGM,.
Par ailleurs, afin de mieux appréhender le risque d’affaissement de terrain, l'inventaire national des cavités souterraines permet de localiser celles situées sur la commune.
Concernant les mouvements de terrains, la commune a été reconnue en état de catastrophe naturelle au titre des dommages causés par la sécheresse en 1989, 1991, 2003 et 2012 et par des mouvements de terrain en 1999.

#### Risques technologiques
Le risque de transport de matières dangereuses sur la commune est lié à sa traversée par des infrastructures routières ou ferroviaires importantes ou la présence d'une canalisation de transport d'hydrocarbures. Un accident se produisant sur de telles infrastructures est susceptible d’avoir des effets graves sur les biens, les personnes ou l'environnement, selon la nature du matériau transporté. Des dispositions d’urbanisme peuvent être préconisées en conséquence.

## Histoire
La commune faisait partie du Bas-Montauban.

### Héraldique
| Monbéqui | Son blasonnement est : Taillé cannelé d'argent et d'azur. |

## Politique et administration

### Administration municipale
Le nombre d'habitants au recensement de 2011 étant compris entre 500 et 1 499 habitants, le nombre de membres du conseil municipal pour l'élection de 2014 est de quinze,.

### Rattachements administratifs et électoraux
La commune fait partie de la deuxième circonscription de Tarn-et-Garonne de la communauté de communes Garonne et Canal et du canton de Montech (avant le redécoupage départemental de 2014, Monbéqui faisait partie de l'ex-canton de Grisolles).

### Liste des maires
| Période                                  | Période  | Identité                   | Étiquette | Qualité |
| ---------------------------------------- | -------- | -------------------------- | --------- | ------- |
| 1793                                     | 1795     | Guillaume Barthouille      |           |         |
| 1795                                     | 1799     | Arnaud Penchenat           |           |         |
| 1799                                     | 1815     | Antoine Delbosc            |           |         |
| 1815                                     | 1824     | Guillaume Faure-Fontenille |           |         |
| 1824                                     | 1830     | Louis Azam                 |           |         |
| 1830                                     | 1848     | Antoine Delbosc            |           |         |
| 1848                                     | 1851     | Raymond Pradines           |           |         |
| 1852                                     | 1855     | Antoine Delbosc            |           |         |
| 1855                                     | 1865     | Pierre Verdier             |           |         |
| 1865                                     | 1870     | Antoine Delbosc            |           |         |
| janvier 1871                             | mai 1871 | Arnaud Verdier             |           |         |
| 1871                                     | 1879     | Jean-Pierre Pradines       |           |         |
| 1879                                     | 1884     | Jean Bertrand              |           |         |
| 1884                                     | 1888     | David Latour de Bonafous   |           |         |
| 1888                                     | 1893     | Jean Bertrand              |           |         |
| 1893                                     | 1896     | Armand Verdier             |           |         |
| 1896                                     | 1914     | Achille Bertrand           |           |         |
|                                          |          |                            |           |         |
| avant 1981                               | ?        | Jean Dulon                 | DVG       |         |
| mars 2001                                | 2008     | Roger-Sébastien Pouget     | PRG       |         |
| mars 2008                                | En cours | Alfred Marty               |           |         |
| Les données manquantes sont à compléter. |          |                            |           |         |

## Population et société

### Démographie
L'évolution du nombre d'habitants est connue à travers les recensements de la population effectués dans la commune depuis 1793. Pour les communes de moins de 10 000 habitants, une enquête de recensement portant sur toute la population est réalisée tous les cinq ans, les populations de référence des années intermédiaires étant quant à elles estimées par interpolation ou extrapolation. Pour la commune, le premier recensement exhaustif entrant dans le cadre du nouveau dispositif a été réalisé en 2006.

En 2022, la commune comptait 656 habitants, en évolution de +3,63 % par rapport à 2016 (Tarn-et-Garonne : +3,12 %, France hors Mayotte : +2,11 %).
| 1793 | 1800 | 1806 | 1821 | 1831 | 1836 | 1841 | 1846 | 1851 |
| ---- | ---- | ---- | ---- | ---- | ---- | ---- | ---- | ---- |
| 404  | 362  | 447  | 474  | 551  | 498  | 475  | 482  | 503  |

| 1856 | 1861 | 1866 | 1872 | 1876 | 1881 | 1886 | 1891 | 1896 |
| ---- | ---- | ---- | ---- | ---- | ---- | ---- | ---- | ---- |
| 492  | 470  | 500  | 432  | 432  | 431  | 395  | 390  | 361  |

| 1901 | 1906 | 1911 | 1921 | 1926 | 1931 | 1936 | 1946 | 1954 |
| ---- | ---- | ---- | ---- | ---- | ---- | ---- | ---- | ---- |
| 334  | 327  | 311  | 286  | 283  | 293  | 272  | 246  | 266  |

| 1962 | 1968 | 1975 | 1982 | 1990 | 1999 | 2006 | 2011 | 2016 |
| ---- | ---- | ---- | ---- | ---- | ---- | ---- | ---- | ---- |
| 344  | 351  | 304  | 311  | 273  | 353  | 516  | 594  | 633  |

| 2021 | 2022 | - | - | - | - | - | - | - |
| ---- | ---- | - | - | - | - | - | - | - |
| 652  | 656  | - | - | - | - | - | - | - |

| selon la population municipale des années : | 1968 | 1975 | 1982 | 1990 | 1999 | 2006 | 2009 | 2013 |
| Rang de la commune dans le département      | 113  | 98   | 98   | 116  | 102  | 90   | 88   | 87   |
| Nombre de communes du département           | 195  | 195  | 195  | 195  | 195  | 195  | 195  | 195  |

### Enseignement
Monbéqui fait partie de l'académie de Toulouse.
L'éducation est assurée sur la commune par un groupe scolaire.

### Culture et festivité
Bibliothèque intercommunale, danse, comité des fêtes, salle polyvalente,

### Activités sportives
Chasse, pétanque,

### Écologie et recyclage
La collecte et le traitement des déchets des ménages et des déchets assimilés ainsi que la protection et la mise en valeur de l'environnement se font dans le cadre de la communauté de communes Grand Sud Tarn-et-Garonne.

## Économie

### Revenus
En 2018, la commune compte 232 ménages fiscaux, regroupant 625 personnes. La médiane du revenu disponible par unité de consommation est de 22 590 € (20 140 € dans le département).

### Emploi
|                | 2008  | 2013   | 2018   |
| -------------- | ----- | ------ | ------ |
| Commune        | 8,7 % | 8,2 %  | 7,7 %  |
| Département    | 8,4 % | 10,2 % | 10,3 % |
| France entière | 8,3 % | 10 %   | 10 %   |

En 2018, la population âgée de 15 à 64 ans s'élève à 406 personnes, parmi lesquelles on compte 81,1 % d'actifs (73,4 % ayant un emploi et 7,7 % de chômeurs) et 18,9 % d'inactifs,. En  2018, le taux de chômage communal (au sens du recensement) des 15-64 ans est inférieur à celui de la France et du département, alors qu'en 2008 la situation était inverse.
La commune fait partie de la couronne de l'aire d'attraction de Toulouse, du fait qu'au moins 15 % des actifs travaillent dans le pôle,. Elle compte 76 emplois en 2018, contre 58 en 2013 et 54 en 2008. Le nombre d'actifs ayant un emploi résidant dans la commune est de 300, soit un indicateur de concentration d'emploi de 25,3 % et un taux d'activité parmi les 15 ans ou plus de 67,5 %.
Sur ces 300 actifs de 15 ans ou plus ayant un emploi, 28 travaillent dans la commune, soit 9 % des habitants. Pour se rendre au travail, 92,3 % des habitants utilisent un véhicule personnel ou de fonction à quatre roues, 4 % les transports en commun, 1,4 % s'y rendent en deux-roues, à vélo ou à pied et 2,4 % n'ont pas besoin de transport (travail au domicile).

### Activités hors agriculture
34 établissements sont implantés  à Monbéqui au 31 décembre 2019. Le tableau ci-dessous en détaille le nombre par secteur d'activité et compare les ratios avec ceux du département,.
| Secteur d'activité                                                                                        | Commune | Commune | Département |
| Secteur d'activité                                                                                        | Nombre  | %       | %           |
| --- | ------- | ------- | ----------- |
| Ensemble                                                                                                  | 34      |         |             |
| Industrie manufacturière, industries extractives et autres                                                | 3       | 8,8 %   | (9,6 %)     |
| Construction                                                                                              | 8       | 23,5 %  | (14,9 %)    |
| Commerce de gros et de détail, transports, hébergement et restauration                                    | 12      | 35,3 %  | (29,7 %)    |
| Information et communication                                                                              | 1       | 2,9 %   | (1,9 %)     |
| Activités immobilières                                                                                    | 2       | 5,9 %   | (3,3 %)     |
| Activités spécialisées, scientifiques et techniques et activités de services administratifs et de soutien | 6       | 17,6 %  | (14,1 %)    |
| Autres activités de services                                                                              | 2       | 5,9 %   | (9,3 %)     |

Le secteur du commerce de gros et de détail, des transports, de l'hébergement et de la restauration est prépondérant sur la commune puisqu'il représente 35,3 % du nombre total d'établissements de la commune (12 sur les 34 entreprises implantées  à Monbéqui), contre 29,7 % au niveau départemental.

### Agriculture
|               | 1988 | 2000 | 2010 | 2020 |
| ------------- | ---- | ---- | ---- | ---- |
| Exploitations | 18   | 8    | 5    | 8    |
| SAU (ha)      | 611  | 352  | 313  | 544  |

La commune est dans les « Vallées et Terrasses », une petite région agricole occupant le centre et une bande d'est en ouest  du département de Tarn-et-Garonne. En 2020, l'orientation technico-économique de l'agriculture  sur la commune est la polyculture et/ou le polyélevage. Huit exploitations agricoles ayant leur siège dans la commune sont dénombrées lors du recensement agricole de 2020 (18 en 1988). La superficie agricole utilisée est de 544 ha,,.

## Culture locale et patrimoine

### Lieux et monuments
- Église Saint-Amans de Monbéqui.

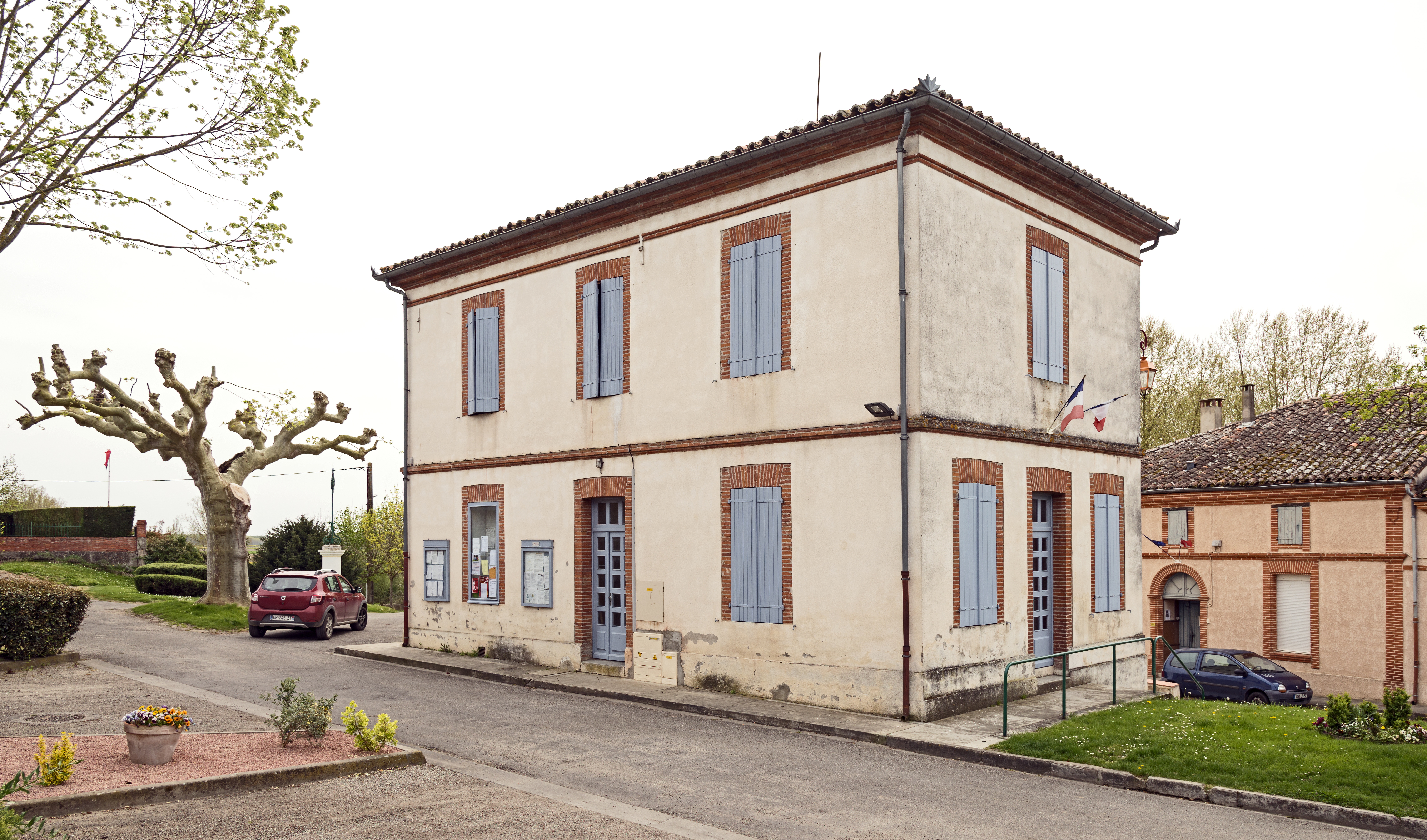
La mairie.
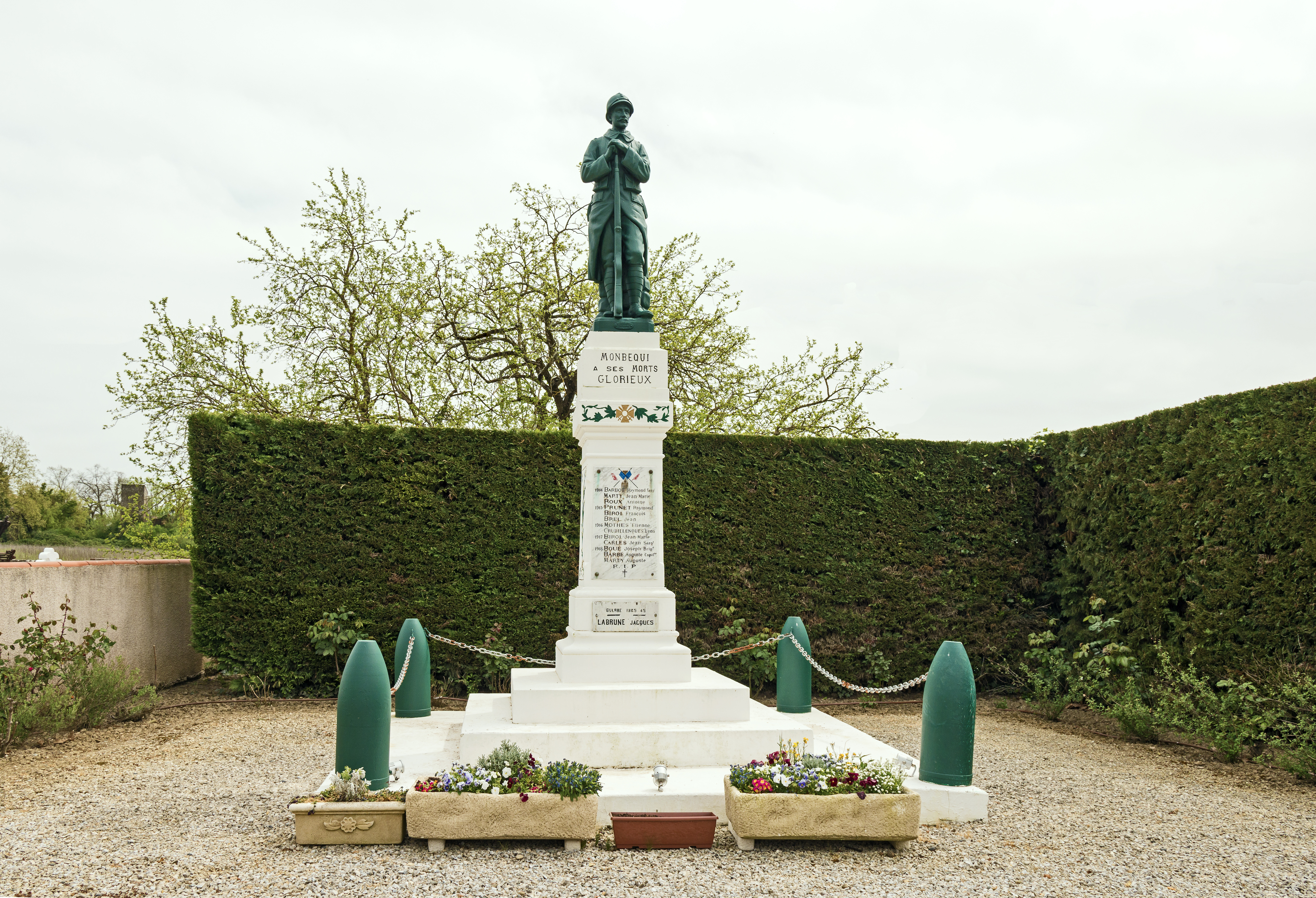
Le monument aux morts.
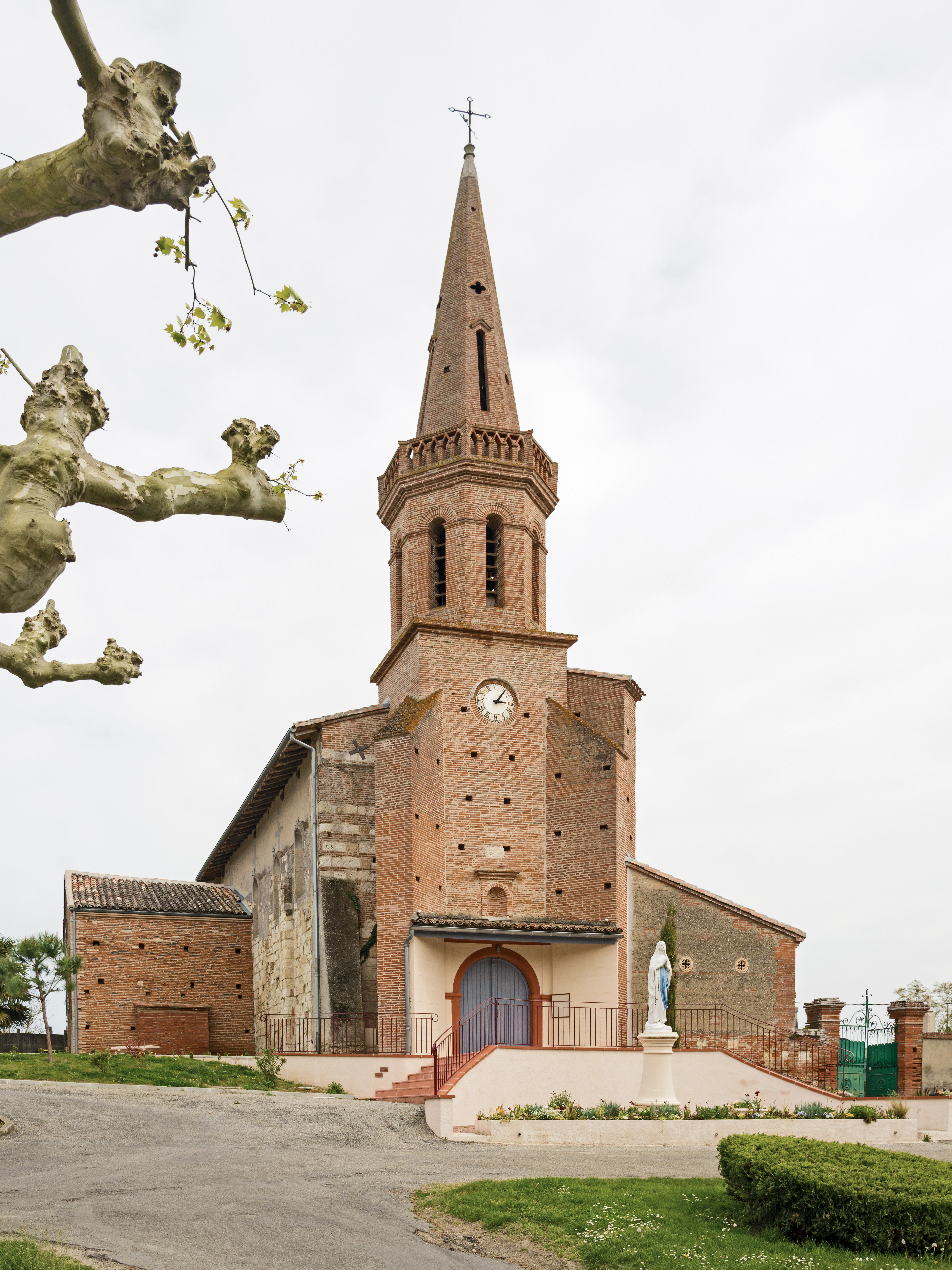
La façade de l'église.

## Pour approfondir